# دوري آزادغان 1994–95
دوري آزادغان 1994–95 هو موسم من دوري آزادغان. أشرف على تنظيمه اتحاد إيران لكرة القدم، وفاز فيه نادي سايبا.